# Laurie (Missouri)
Pour les articles homonymes, voir Laurie.
Laurie est un village de l'État américain du Missouri, située dans le comté de Morgan. Selon le recensement de 2010, sa population est de 945 habitants.